# Gustavo Alonso Brand
Gustavo Alonso Brand (né le 3 août 1961) est un arbitre vénézuélien de football.

## Carrière
Il a participé à une compétition majeure, la Copa América 2004 (1 match).